# Sievernich
Sievernich ist ein Ortsteil der Gemeinde Vettweiß im Kreis Düren in Nordrhein-Westfalen.

## Geographie
Der Ort liegt südöstlich von Vettweiß am Neffelbach in der Zülpicher Börde. Nachbarorte sind Disternich, Weiler in der Ebene, Bessenich (Stadt Zülpich) und Vettweiß.

## Geschichte
Die ältesten Nachweise für eine Besiedlung von Sievernich sind Scherben von zerstörten Urnengräbern und ein Frauengrab aus der Hallstattzeit, welches östlich des Ortes in der Sandgrube Auf dem Berg gefunden wurde. 
Der Ortsname ist aus dem ursprünglich römisch-ubinischen Namen Severiniacum entstanden. Dass Sievernich in römischer Zeit besiedelt war, belegen umfangreiche Funde, wozu Grabfunde und auch ein Töpferofen gehörten. Sievernich lag im Schnittpunkt von zwei römischen Militärstraßen und einer Handelsstraße. Südlich des Ortes entdeckte man, einen Meter unter dem heutigen Erdniveau, Reste der ehemaligen Römerstraße Köln–Reims. 
In einem Güterverzeichnis der Abtei Prüm ist im Jahre 893 verzeichnet, dass Abt Balduin in Sievernich zwei Hufe zu Lehen hatte. Noch zu Beginn des 18. Jahrhunderts gehörte Sievernich zur einen Hälfte zum Herzogtum Jülich, zur anderen Hälfte zu Kurköln.
Am 1. Juli 1969 wurde Sievernich nach Müddersheim eingemeindet. Der Ort kam am 1. Januar 1972 zusammen mit Müddersheim im Rahmen des Aachen-Gesetzes zur neuen Gemeinde Vettweiß.

## Verkehr

### Straßenanbindung
Direkt am Ort vorbei führt die alte römische Heerstraße von Zülpich nach Neuss. Sie wurde im Ort von der Aachen-Frankfurter Heerstraße gekreuzt. Dem Verlauf der Heerstraße folgt heute die Bundesstraße 477. Durchgangsverkehr gibt es im Ort nicht.

### Personennahverkehr
Busse von Rurtalbus binden seit dem 1. Januar 2000 den Ort durch die Linien 208, 232 und SB 8 an den öffentlichen Personennahverkehr an. Zu bestimmten Zeiten verkehrt ein Rufbus. Bis zum 31. Dezember 2019 wurde der Busverkehr von der Dürener Kreisbahn bedient. Mit dem Fahrplanwechsel am 15. Dezember 2024 wurde die Linie SB 8 eingekürzt und bedient seitdem den Abschnitt Nörvenich – Sievernich – Zülpich nicht mehr.
| Linie      | Verlauf |
| ---------- | --- |
| 208        | Düren Kaiserplatz – Distelrath – (Merzenich Rathaus –) Schöne Aussicht – Girbelsrath – Eschweiler über Feld – Nörvenich Alter Bf – Nörvenich Hommelsh. Weg – Hochkirchen – (Irresheim –) Eggersheim – Lüxheim – Gladbach – Müddersheim – Disternich – Sievernich – Bessenich – Zülpich Frankengraben – Adenauerpl./Schulzentr. |
| 232        | Sievernich – Disternich – Müddersheim – Gladbach – Poll – Dorweiler – Pingsheim – Herrig – Lechenich |
| RufBus 208 | Rufbus: Nörvenich Hommelsh. Weg – Irresheim – Eggersheim – Lüxheim – Gladbach – Müddersheim – Disternich – Sievernich – Bessenich – Zülpich Adenauerpl./Schulzentr. (Sa nachmittags/abends) |

Ab 1908 fuhr am Ort entlang die Kleinbahn und Straßenbahn von Düren über Nörvenich nach Zülpich und Embken. Der Verkehr wurde 1960 eingestellt.

## Schulen, Kindergarten
Die Grundschulkinder werden mit Schulbussen nach Vettweiß gebracht. Weiterführende Schulen gibt es in Düren und Zülpich.

## Religion

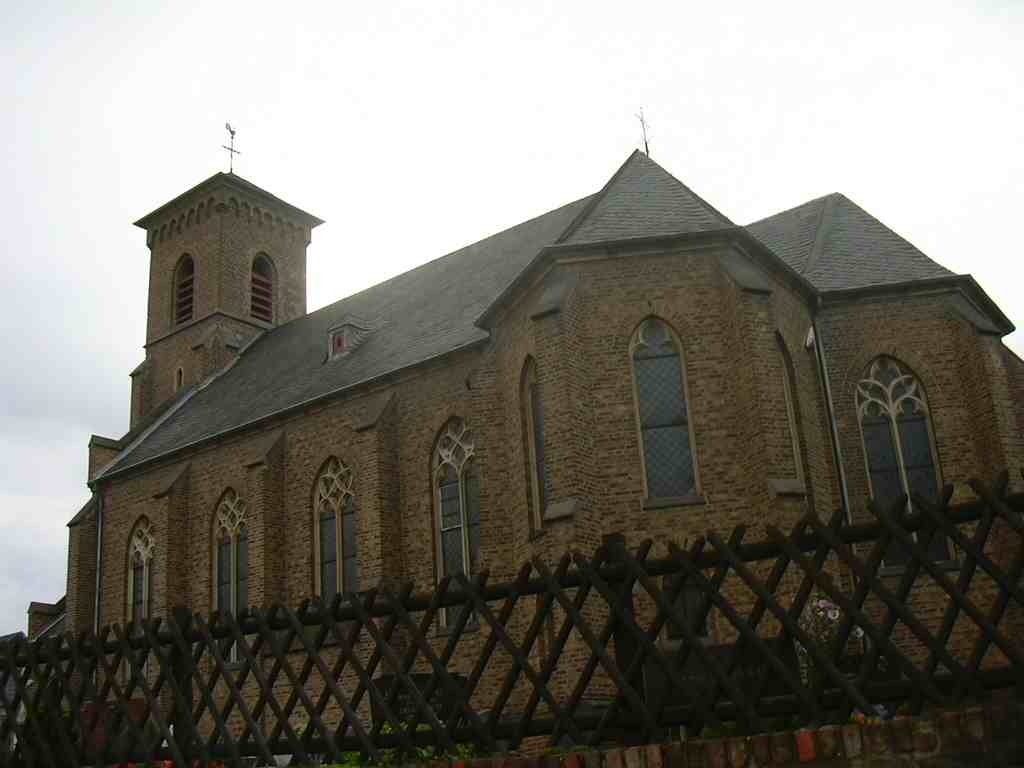
Die Kirche

Nach den Plänen von Vincenz Statz, überarbeitet von Heinrich Nagelschmidt und August Carl Lange, begann 1869 an Stelle einer kleineren Kapelle der Bau der katholischen St. Johannes Baptist-Pfarrkirche im neugotischen Stil. Sie wurde 1873 eingeweiht. 
1854 wurde Sievernich zur Pfarrei in der Erzdiözese Köln erhoben. Bis 1827 hatte der Ort zum Dekanat Zülpich gehört und war danach zur Pfarrei Nideggen gekommen.
Die Pfarrer-Alef-Straße in Sievernich wurde am 21. Oktober 1960 nach dem am 16. Februar 1945 im Konzentrationslager Dachau umgekommenen Alexander Heinrich Alef benannt, der seit 1930 Pfarrer von Sievernich gewesen war.

### Marienerscheinung
Der Ort und die Kirche St. Johannes Baptist (Bistum Aachen) wurden bekannt, da hier Manuela Strack aus Düren von Juni 2000 bis Oktober 2005 am ersten oder zweiten Montag im Monat die Mutter Gottes erschienen sein soll. Die katholische Kirche hat die angeblichen Erscheinungen nicht anerkannt, offizielle Wallfahrten sind nicht gestattet.
Die behaupteten Botschaften enthalten im Wesentlichen die Aufforderung zum Gebet, zur Buße, zum Frieden, zur Nächstenliebe und zur Papsttreue. Der Förderverein Gebets- und Begegnungsstätte Sievernich begann 2021 mit dem Bau eines Hauses Jerusalem für die Besucher der „Blauen Gebetsoase“, welches als Pilgerhaus genutzt werden soll.
2021 brachte der Autor Michael Hesemann eine Hochwasserkatastrophe unter Berufung auf die angeblichen Erscheinungen mit der Segnung homosexueller Paare durch katholische Priester in Verbindung. Sievernich sei „wie durch ein Wunder“ von größeren Schäden bewahrt worden. Der Text wurde als „wirre Abhandlung“ kritisiert.

## Sehenswürdigkeiten

### Burg

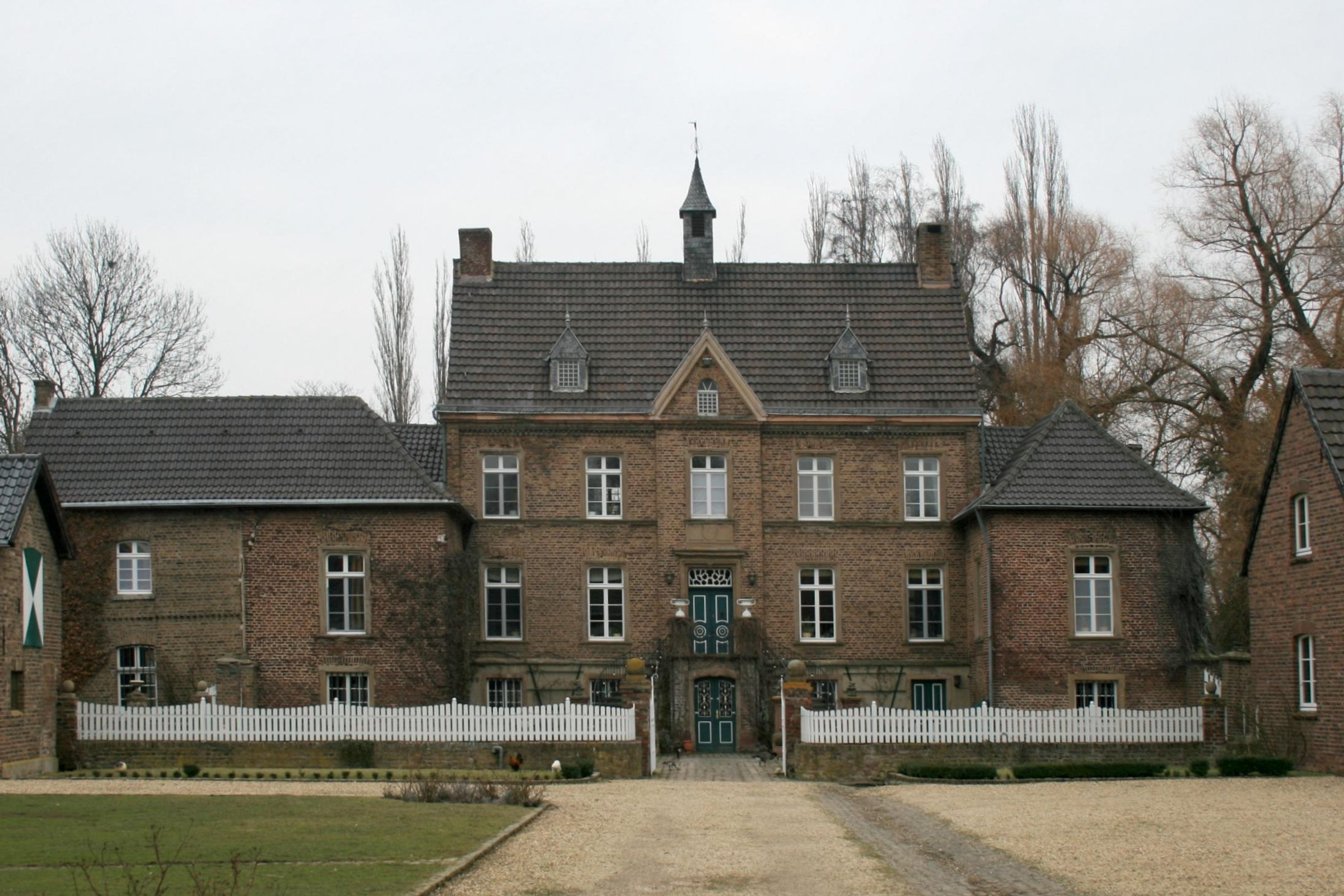
Hauptburg der Burg Sievernich

1153 wurde erstmals die Wasserburg unter einem Heinrich von Sievernich erwähnt. Die Burg wird in Privatbesitz als Trakehner-Gestüt genutzt und steht für Besichtigungen nicht zur Verfügung.

## Persönlichkeiten
- Joseph Müller (1845–1921), ehemaliger Weihbischof von Köln